# 沼袋駅

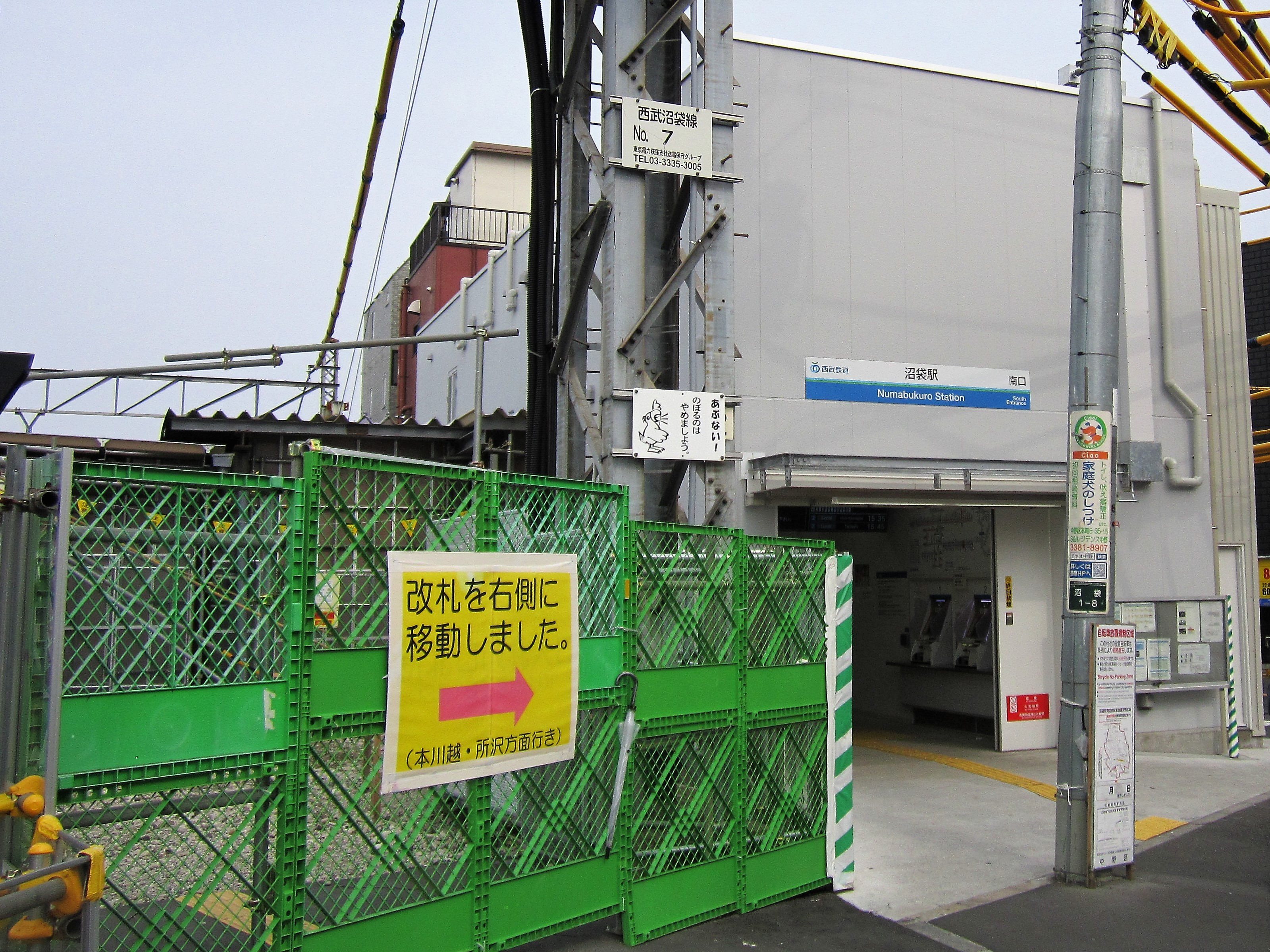
南口仮駅舎

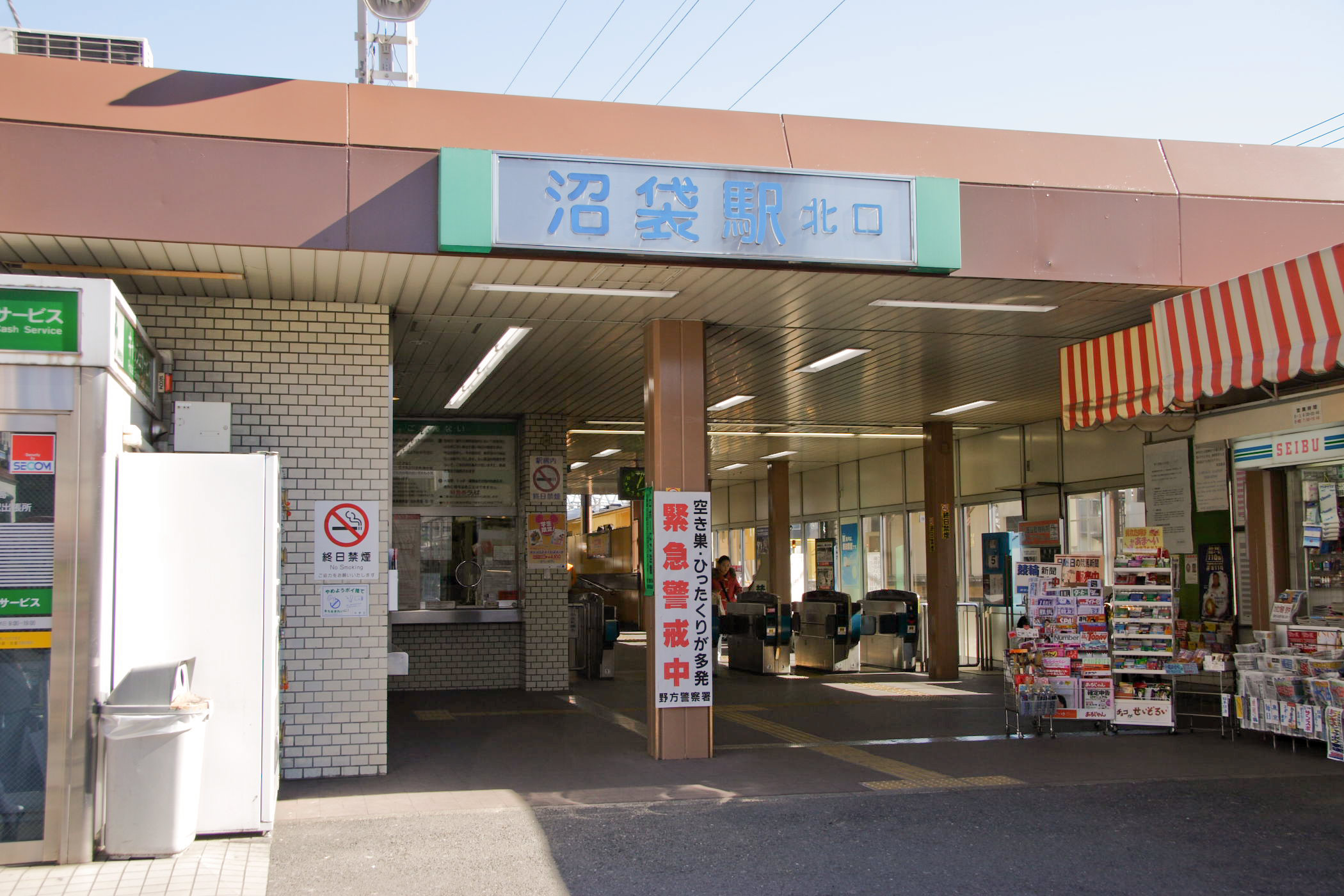
北口旧駅舎

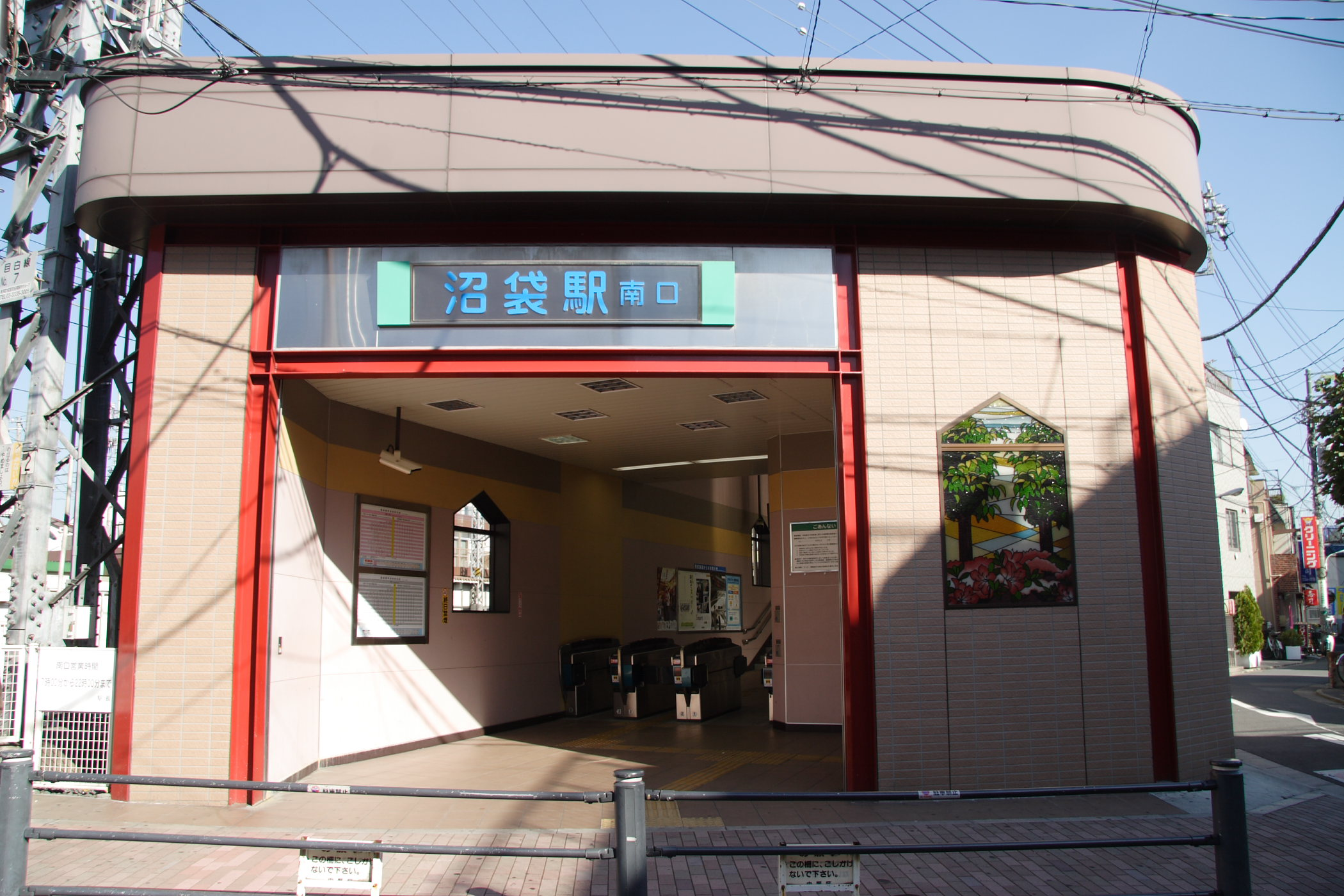
南口旧駅舎

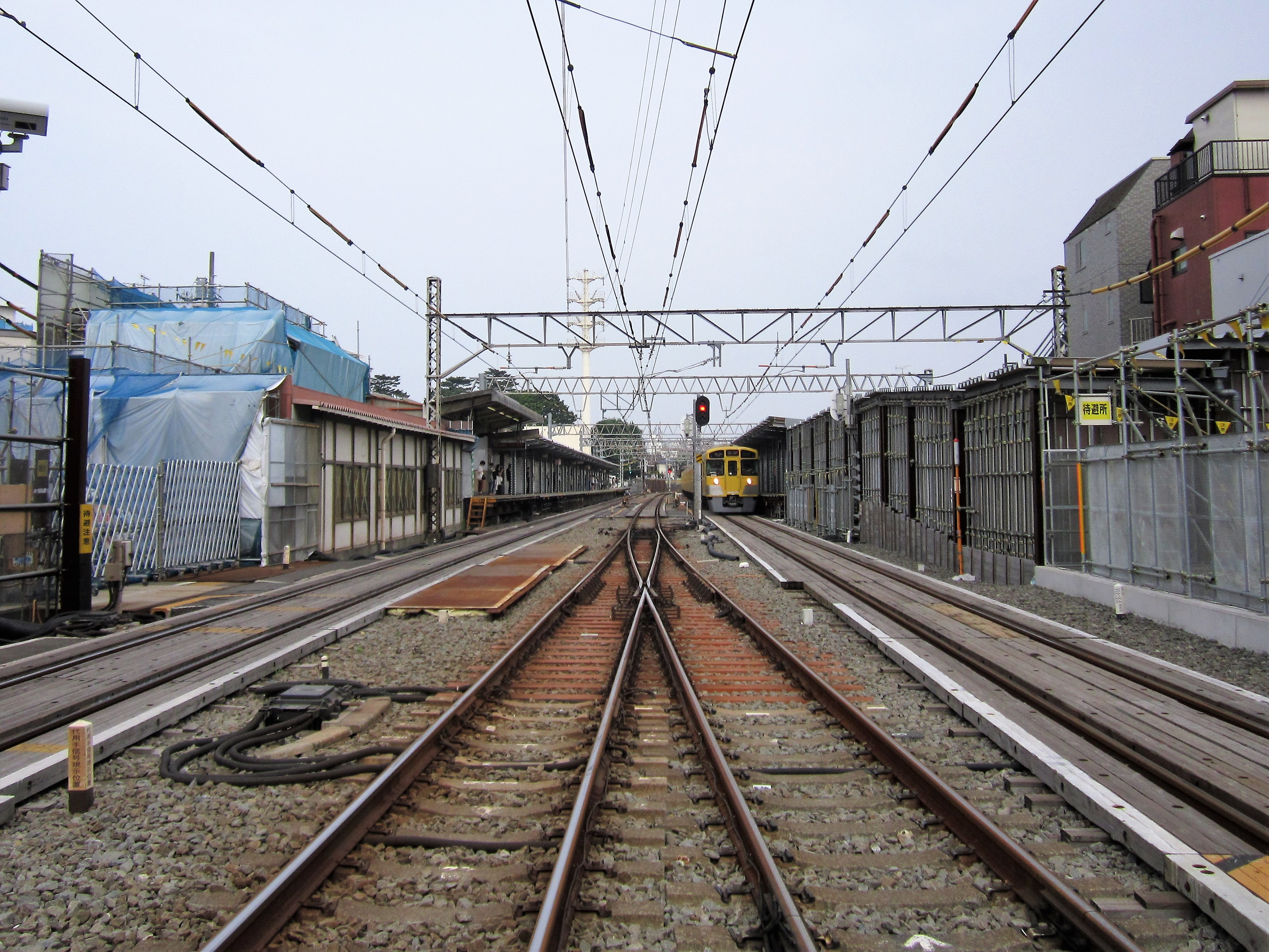
構内（2019年7月）

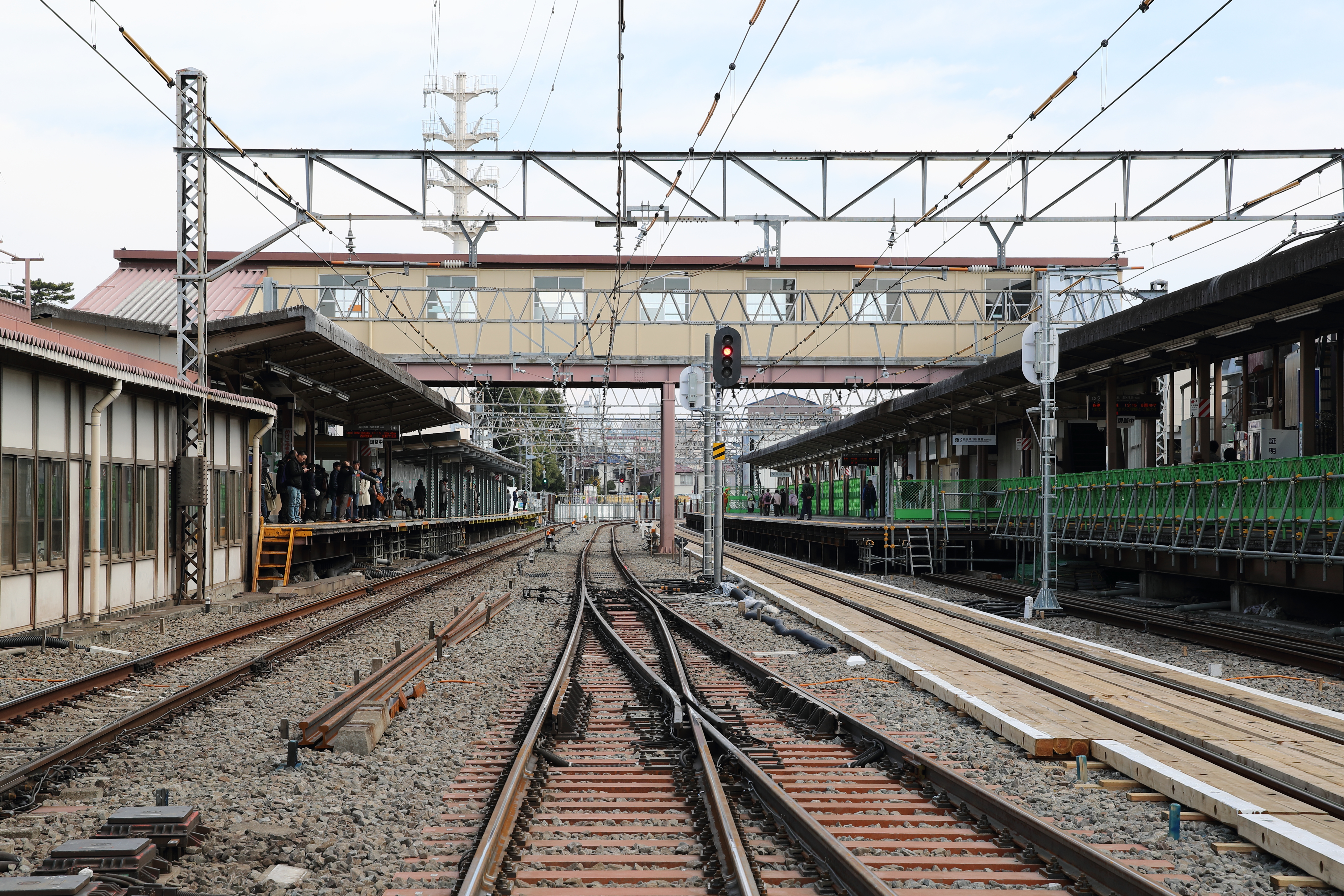
構内（2017年4月）

沼袋駅（ぬまぶくろえき）は、東京都中野区沼袋一丁目にある西武鉄道新宿線の駅である。駅番号はSS06。

## 歴史
- 1927年（昭和2年）4月16日 - 開業。
- 1955年（昭和30年）- 島式ホーム1面2線の外側に上下それぞれの追い越し線を新設。西武鉄道初の急行追い越し線となる[1]。
- 1983年（昭和58年）
  - 6月9日 - 新駅舎使用開始[2]。
  - 11月28日 - 構造を島式ホーム1面2線+追い越し線2線から相対式ホーム2面2線+追い越し線2線に変更[1]。
- 2000年（平成12年）6月30日 - 南口を新設[1]。
- 2017年（平成29年）4月2日 - 構造を相対式ホーム2面2線+追い越し線1線に変更。
- 2018年（平成30年）
  - 6月1日 - 南口駅舎工事のため仮駅舎に切り替え。
  - 12月12日 - 地下化工事の進展に伴い、10:00を以て跨線橋（下りホーム側のエスカレーターを含む）・上りホーム待合室の使用を終了、跨線橋から約70m西武新宿寄りに新設された仮設地下通路に切り替え。
- 2026年（令和8年）度第2四半期 - 地下に切り替える予定[3]。事業計画変更前は2020年度第2四半期の予定だった[4]。

## 駅構造
相対式ホーム2面2線とその間にホームのない上下共用の通過線1線を有する地上駅。通過線は上下線共に副本線であり、分岐器通過のために最高50km/hに速度を落として通過する。一日を通して上下線とも優等列車を待避するため2 - 4分程度停車することがある。待避のない列車は通過待ちがなくすぐ発車する旨が放送される。ホーム有効長は8両編成分である。
駅舎は下りホーム側が南口、上りホーム側が北口である。ともに初電から終電まで利用できる。1999年（平成11年）までは北口のみで、南口の営業時間は2010年（平成22年）3月30日までは7:00 - 22:00であった。ホーム間は地下通路により連絡している。
トイレは北口駅舎の改札内にあり、ユニバーサルデザインとしての多機能トイレを併設している。また、北口駅前広場には中野区設置の公衆トイレがあったが2014年5月に取り壊された。

### のりば
| ホーム | 路線   | 方向 | 行先                   |
| ------ | ------ | ---- | ---------------------- |
| 1      | 新宿線 | 上り | 高田馬場・西武新宿方面 |
| 2      | 新宿線 | 下り | 所沢・本川越・拝島方面 |

### 駅の改築
1983年（昭和58年）6月以前は、現在の下り通過線付近に島式ホームが立地し、内側2線が待避線、外側2線が通過線となっていた。西武新宿駅側には急カーブがあるため、最もカーブのきつくなる下り通過線は、かなりの低速運転を強いられていた。しかし、従来6両編成（一部4両編成）で運行されていた各駅停車をラッシュ時を中心に8両編成での運行へ輸送力を増強する際、当駅でもホーム有効長を8両編成分にすることとしたが、ホームの両端に分岐器があり、単にホームを延伸するだけの工事では対応できなかったため、手狭になった駅本屋の改築と同時に、駅の構造を全て変える大がかりな工事を行うことになった。
- まず、上り通過線（現1番ホーム用の線路）北側の空いていたスペースに有効長6両編成分のホームを建設した。この時から仮駅舎での営業となった。
- 次に、下り通過線を一旦閉鎖し、その場所を2番ホームの用地に充てた。復旧するまで下り列車の待避駅は中井駅、または鷺ノ宮駅に変更された。
- 新しいホームと跨線橋の完成後、上り列車は通過線と待避線を入れ換えた。そして旧ホームと跨線橋を取り壊して更地にしたあと、下り通過線の建設が開始された。

ホームの延伸に伴い、野方寄りの分岐器の位置も、駅前交番の踏切の東側から西側へ移設された。当初の予定では2番ホーム側にも駅舎が設置される予定だったが、諸般の事情で前述の1999年（平成11年）まで延期された。

### 連続立体交差化計画

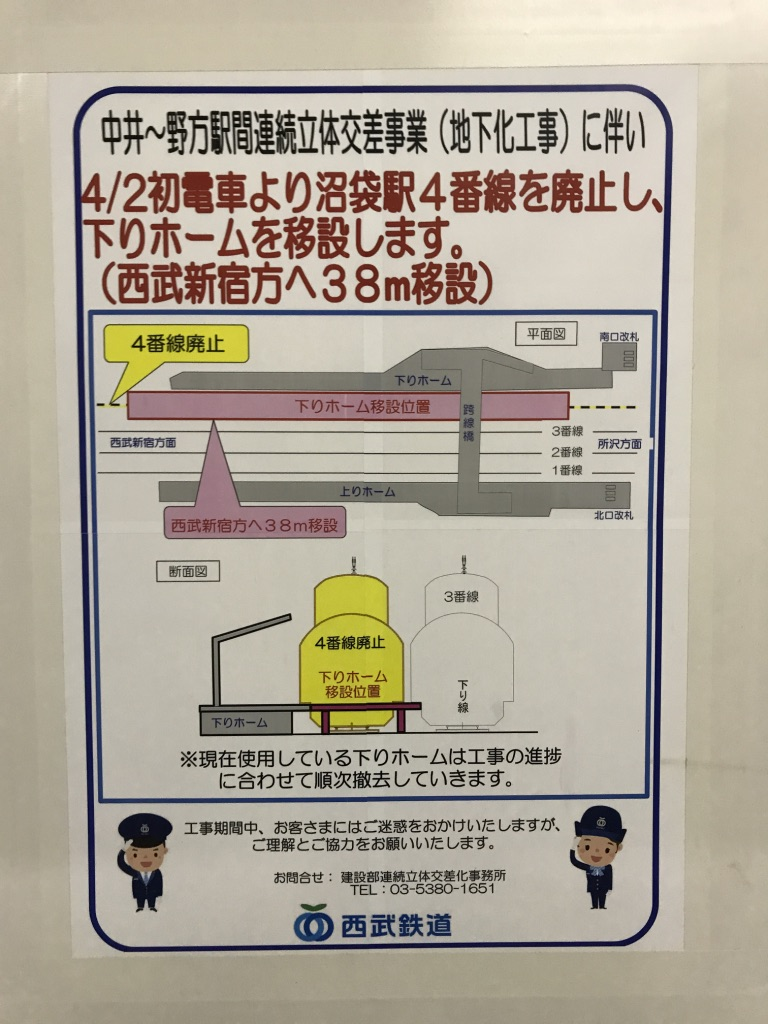
下りホーム移設(2017/4/2) 通知ポスター

中井駅 - 野方駅間約2.4kmの連続立体交差事業の計画が発表され、当駅はその区間に含まれている。2010年2月1日と2月2日に開催された都市計画素案説明会にて、この区間の地下化と当駅を島式ホーム2面4線の形態（有効長：170m）とすることを計画していることが発表された。
これに伴い、当駅はほぼ現在の真下、地下約18 - 19m、幅約28 - 36mのトンネル内に移転する。2014年1月に工事を着手した。東京都が、2013年4月1日付で国土交通省から事業の認可を取得した時点では、完了予定日を2021年3月31日としていたが、事業に必要な用地の取得状況により、2027年3月31日に延期された。
よって順調に進めば、外・地下問わなければ約37年ぶりに島式ホームの鉄道駅へ戻ることになる。
2017年4月2日より駅構造が前述の通りに変更となった。それまでは外側の待避線2線に相対式ホームを2面有し、内側2線にホームのない本線が通っていた。その下りの本線にホームを移設し、下りの待避線を廃止する形で現在の構造に変更された。

## 利用状況
2024年（令和6年）度の1日平均乗降人員は18,003人であり、西武鉄道全92駅中53位。
近年の1日平均乗降・乗車人員の推移は下表の通りである。
| 年度               | 1日平均 乗降人員 | 1日平均 乗車人員 | 出典     |
| ------------------ | ---------------- | ---------------- | -------- |
| 1990年（平成02年） |                  | 13,614           | [ * 1 ]  |
| 1991年（平成03年） |                  | 13,683           | [ * 2 ]  |
| 1992年（平成04年） |                  | 13,255           | [ * 3 ]  |
| 1993年（平成05年） |                  | 12,732           | [ * 4 ]  |
| 1994年（平成06年） |                  | 12,137           | [ * 5 ]  |
| 1995年（平成07年） |                  | 11,702           | [ * 6 ]  |
| 1996年（平成08年） |                  | 11,605           | [ * 7 ]  |
| 1997年（平成09年） | 22,573           | 11,373           | [ * 8 ]  |
| 1998年（平成10年） | 21,706           | 10,904           | [ * 9 ]  |
| 1999年（平成11年） | 21,163           | 10,615           | [ * 10 ] |
| 2000年（平成12年） | 20,768           | 10,436           | [ * 11 ] |
| 2001年（平成13年） | 20,640           | 10,394           | [ * 12 ] |
| 2002年（平成14年） | 20,114           | 10,147           | [ * 13 ] |
| 2003年（平成15年） | 19,908           | 10,033           | [ * 14 ] |
| 2004年（平成16年） | 19,600           | 9,882            | [ * 15 ] |
| 2005年（平成17年） | 19,583           | 9,893            | [ * 16 ] |
| 2006年（平成18年） | 19,789           | 10,008           | [ * 17 ] |
| 2007年（平成19年） | 20,227           | 10,246           | [ * 18 ] |
| 2008年（平成20年） | 20,446           | 10,367           | [ * 19 ] |
| 2009年（平成21年） | 20,027           | 10,134           | [ * 20 ] |
| 2010年（平成22年） | 19,465           | 9,858            | [ * 21 ] |
| 2011年（平成23年） | 19,068           | 9,615            | [ * 22 ] |
| 2012年（平成24年） | 19,632           | 9,912            | [ * 23 ] |
| 2013年（平成25年） | 19,720           | 9,984            | [ * 24 ] |
| 2014年（平成26年） | 19,724           | 9,981            | [ * 25 ] |
| 2015年（平成27年） | 20,352           | 10,295           | [ * 26 ] |
| 2016年（平成28年） | 20,389           | 10,337           | [ * 27 ] |
| 2017年（平成29年） | 20,641           | 10,447           | [ * 28 ] |
| 2018年（平成30年） | 20,551           | 10,389           | [ * 29 ] |
| 2019年（令和元年） | 20,290           | 10,235           | [ * 30 ] |
| 2020年（令和02年） | 14,956           |                  |          |
| 2021年（令和03年） | 15,698           |                  |          |
| 2022年（令和04年） | 16,623           |                  |          |
| 2023年（令和05年） | 17,330           |                  |          |
| 2024年（令和06年） | 18,003           |                  |          |

## 駅周辺
- 平和の森公園（中野刑務所跡地）
  - 中野区立総合体育館
    - 平和資料展示室
- 東京都下水道局 西部第一管理事務所・中野水再生センター
- 公益財団法人矯正協会 矯正会館
  - 矯正図書館
- 中野区新井区民活動センター
- 中野区沼袋区民活動センター
  - 中野区障害者福祉会館
- 中野区北部すこやか福祉センター
- 山﨑記念 中野区立歴史民俗資料館
- 野方警察署 沼袋駅前交番
- 明治寺
- 国際短期大学
- 妙正寺川
- 中野沼袋郵便局
- 西京信用金庫 沼袋支店
- 芝信用金庫 沼袋支店
- まいばすけっと 沼袋駅北店
- ライフ 中野新井店
- 氷川神社

## バス路線
北口改札を出た正面に「沼袋駅」停留所がある。

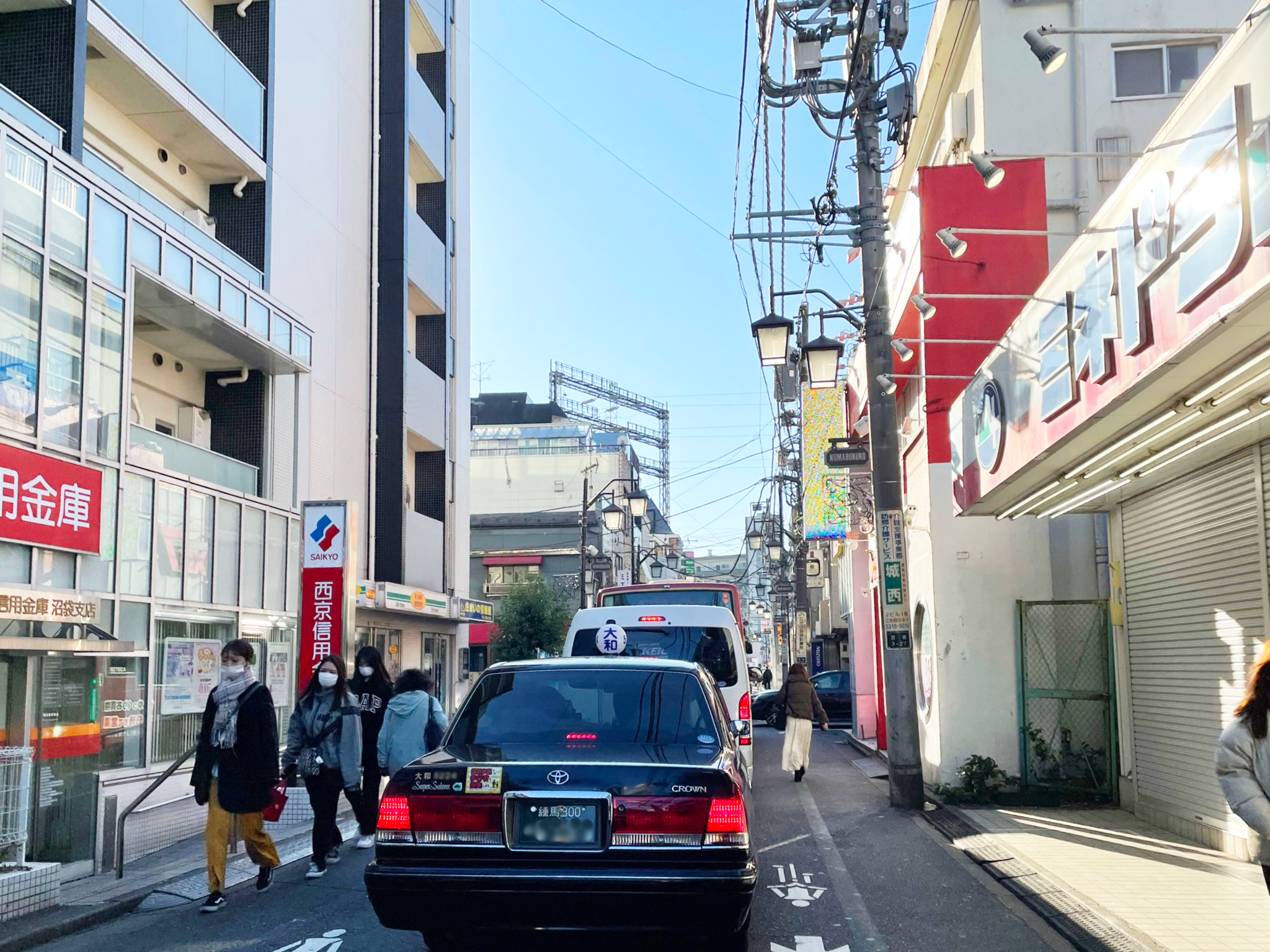
一方通行の沼袋駅前通り。バス路線でもある

隣接する道路が一方通行のため、バス路線も一方向のみである。このため、逆方向の練馬駅方面行は、当駅と新井薬師前駅とのほぼ中間で交差する中野通りを経由している。
- 京王バス
  - 中92系統：中野駅行

## 隣の駅
西武鉄道

 新宿線
■拝島ライナー・■快速急行・■通勤急行・■急行・■準急
通過
■各駅停車
新井薬師前駅 (SS05) - 沼袋駅 (SS06) - 野方駅 (SS07)